# Stubaital
La Stubaital est une vallée latérale indirecte de l'Inn débouchant en amont d'Innsbruck, dans le Tyrol autrichien.
Elle s'écoule au sein des Alpes de Stubai en direction du nord-est et la rivière qui y coule, le Ruetz, prend sa source au glacier de Stubai.

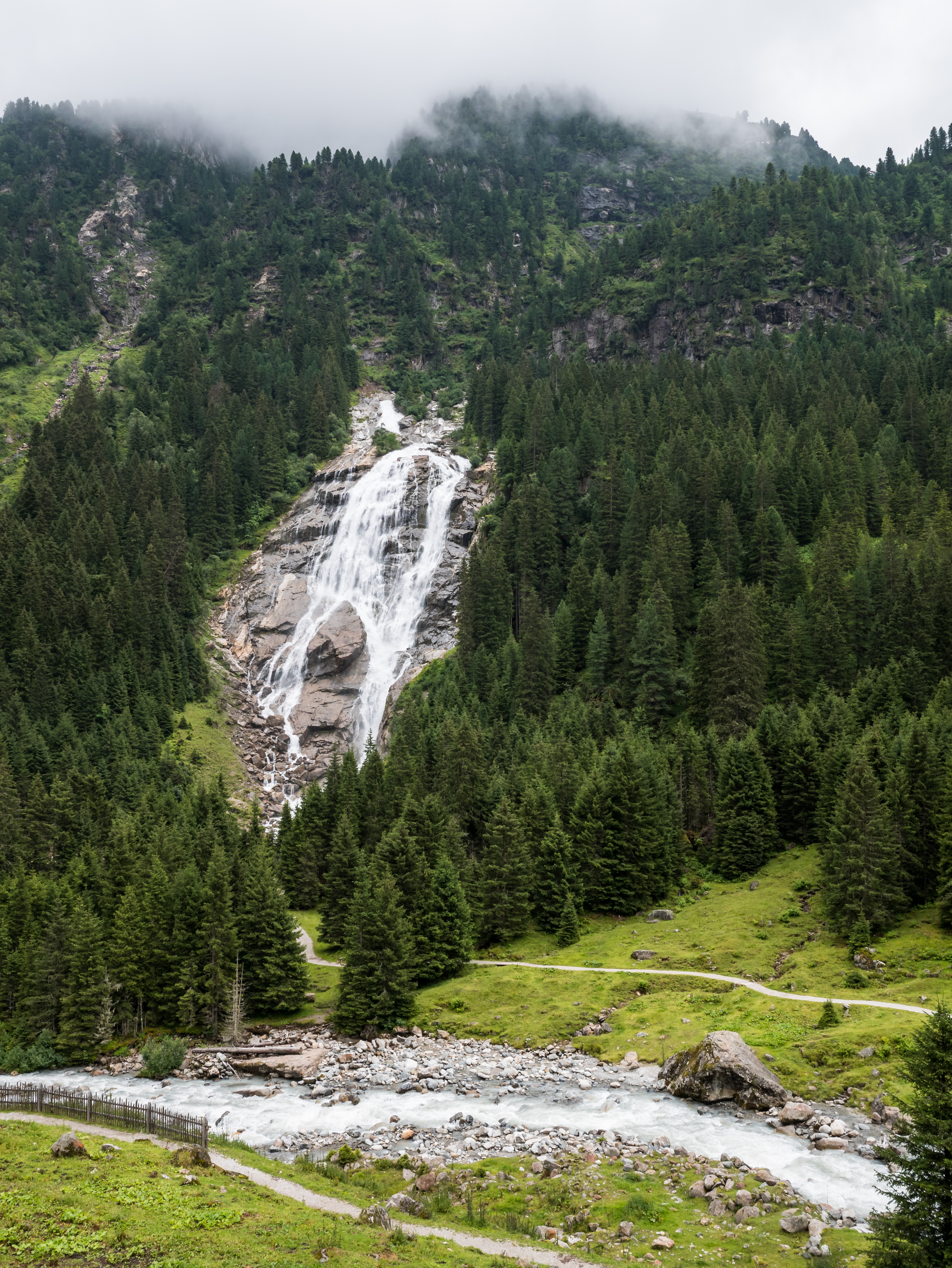
La cascade Grawa dans la vallée.

La vallée constitue l'un des plus remarquables buts d'excursion autour d'Innsbruck. Excellente base de randonnée en été, elle dispose aussi de l'un des plus grands domaines skiables sur glacier en Europe.